# Château-Porcien
Château-Porcien település Franciaországban, Ardennes megyében. Lakosainak száma 1297 fő (2022. január 1.). Château-Porcien Avançon, Barby, Blanzy-la-Salonnaise, Condé-lès-Herpy, Écly, Herpy-l’Arlésienne, Saint-Fergeux, Son és Taizy községekkel határos.

## Népesség
A település népességének változása:
| Lakosok száma | 1006 | 1281 | 1302 | 1386 | 1425 | 1424 | 1367 | 1331 | 1323 | 1297 |
|               | 1968 | 1982 | 1990 | 2006 | 2013 | 2015 | 2017 | 2019 | 2020 | 2022 |